# Benny & Joon
Benny & Joon (bra Benny & Joon - Corações em Conflito; prt Benny and Joon) é um filme estadunidense de 1993, do gênero comédia romântico-dramática, dirigido por Jeremiah S. Chechik para a Metro-Goldwyn-Mayer.
Conta a história de dois indivíduos excêntricos, Sam (Johnny Depp) e Juniper "Joon" (Mary Stuart Masterson), que se encontram e se apaixonam.
Benny & Joon foi filmado principalmente em locações em Spokane, Washington, enquanto as cenas de trem no início foram gravadas perto de Metaline Falls, Washington.[carece de fontes?]

## Sinopse
Benny e Joon são irmãos. Benny é um mecânico e, como irmão mais velho, toma conta de Joon, que tem deficiência mental. Quando Joon perde uma aposta, Benny se vê obrigado a levar o excêntrico Sam, um rapaz que vive imitando Charlie Chaplin e Buster Keaton, para a sua casa. Sam e Joon se apaixonam e, pela primeira vez, por medo de perdê-la, Benny sente ciúme da irmã, mas tem que aceitar que ela pode (e quer) ter sua própria vida.

## Elenco
- Johnny Depp - Sam
- Mary Stuart Masterson - Juniper 'Joon' Pearl
- Aidan Quinn - Benjamin 'Benny' Pearl
- William H. Macy - Randy Burch
- Julianne Moore - Ruthie
- Oliver Platt - Eric
- C. C. H. Pounder - Dr. Garvey
- Dan Hedaya - Thomas
- Joe Grifasi - Mike
- Lynette Walden - Cliente

## Pré-produção
Originalmente a intenção é que o filme fosse protagonizado por Tom Hanks e Julia Roberts, com a dupla sendo posteriormente substituída por Tim Robbins e Susan Sarandon. Laura Dern e Woody Harrelson fariam os papéis principais. Dern mudou de ideia após saber que teria o menor cachê dentre os 3 atores, e Harrelson, que havia se comprometido a fazer Benny, quebrou o compromisso para fazer o filme da Paramount Pictures Indecent Proposal. Após a desistência de Woody Harrelson a MGM entrou com um processo contra o ator por quebra de contrato, pedindo uma indenização de US$ 5 milhões. Aidan Quinn foi trazido na última hora para substituir Woody Harrelson, que não tinha a intenção de atuar neste filme. Sem o conhecimento de Harrelson, a produtora foi Donna Roth, a esposa do então chefe da Paramount Studios Joe Roth. Uma ação mais tarde seguiu com Winona Ryder que deveria fazer Joon. Depp e Ryder que estavam juntos haviam se separado, deixando um espaço que foi preenchido por Masterson. Originalmente o personagem Benny seria um psiquiatra de Nova York, ao invés de um mecânico.

## Bilheteria
Apesar de sua "história comercialmente improvável", o filme se tornou um "sucesso dorminhoco", evidências do ressurgimento de filmes de data "após uma década dominada por filmes de ação". Nas duas primeiras semanas de um lançamento limitado, Benny & Joon arrecadou US$8 milhões em bilheteria nos Estados Unidos. Sua bilheteria doméstica atingiu mais de $23.2 milhões.

## Representação da esquizofrenia
Roger Ebert escreveu que Joon é "esquizofrênico, embora o roteiro não é nunca dizer a palavra em voz alta".
David J. Robinson observa que "características mais convincentes de esquizofrenia (tipo indiferenciado) logo a seguir. Dizem-nos que Joon experimenta alucinações auditivas, se dá bem com uma rotina estável, e toma medicação diariamente. Seu uso da linguagem é um de seus atributos mais interessantes. Ela usa o sobrenome da último governanta ("Smail") para se referir a alguém que possa preencher o posição, que é como Sam (Johnny Depp) entra em sua vida".  E. Fuller Torrey chama o filme de "uma história muito bem filmado, mas realista sobre um irmão que é o único motor de sua irmã mais nova, que tem esquizofrenia. [...] Enquanto os endereços de cinema questões como descumprimento de medicação e disputas sobre arranjos de vida independente, os maus momentos nunca são muito graves ou de longa duração. Os revisores Mick Martin e Marsha Porter apontar "[Embora] a maioria dos espectadores irão desfrutar esta comédia agridoce .... Pessoas que lidam com a doença mental na vida real serão ofendidas por mais um filme em que o problema é higienizado e banalizado".

## Principais prêmios e indicações
Globo de Ouro 1994 (EUA)
- Indicado
  - Melhor ator - comédia ou musical (Johnny Depp)[12]

MTV Movie Awards (EUA)
- Indicado
  - Melhor comediante (Johnny Depp)[carece de fontes?]
  - Melhor dupla (Johnny Depp e Mary Stuart Masterson)[carece de fontes?]
  - Melhor canção (Proclaimers)[carece de fontes?]